# ゴラン (装輪装甲車)
ゴラン（Golan）は、2000年代にイスラエルのラファエル社とアメリカ合衆国のプロテクテッド・ヴィークルズ社によって共同開発された歩兵機動車である。
ゴランはアメリカ海兵隊の主導したMRAPプログラムに参加し、一定の評価を得て60両の発注を受けた。

## 概要
ラファエル社は低強度紛争向けの装輪装甲車としてゼーブを開発していたが、アメリカ海兵隊によるMRAPプログラムの要求仕様に対応するため、更に防御力の高い装輪装甲車の開発を進める事となった。
ラファエル社によれば、ゴランは地雷・IED・RPG・小火器・爆発物や砲弾の破片からの防護に重点を置いて設計されており、車体重量の約50％が乗員防護のために使用されている。車体下部はV字型車体となっており、車内の床はフローティング構造となり、車内壁面には飛散防止内張り（スポールライナー）が装備されている。ゴランはまた、任務内容に応じてNBC防護装置や、M2ブラッドレー歩兵戦闘車に装着されるものと同タイプの爆発反応装甲を装備する事も可能である。
ゴランの装甲防御は3段階に設定されており、基本レベルでは7.62mm弾への防御力を持ち、レベル2では増加装甲タイルを装着する事により14.5mm弾からの防護が可能となる。最高の防御力を持つレベル3の状態ではERAの装備により対戦車ロケット弾に対する防御力を持つ事が可能となる。車体防御力の変更はフィールド上で可能であり、また特徴として、いずれの段階の防御力に設定した状態であっても車体の外観か変わらない事が挙げられる。これは、攻撃者にとっては"弱い車両"かどうかを見分けることが出来ない事につながる。
ゴランには武装として同じラファエル製のミニ・サムソンRCWSを搭載可能で、必要に応じ5.56mm/7.62mm/12.7mm機関銃、あるいは対戦車ミサイル等の装備も可能である。
エンジンには出力315hpのカミンズ製ディーゼルエンジンを装備する。この他、サスペンションや変速機など走行に関する部分はいずれもアメリカ製の部品を使用している。ゴランはまた、タイヤ空気圧中央制御システム (Central tire inflation system, CTIS)、およびランフラットタイヤを装備している。
ゴランはイスラエル国防軍とアメリカ海兵隊に向けて提案され、海兵隊によるMRAPプログラムの試験は2006年9月に開始された。ゴランは2007年1月にMRAPプログラム選定評価に合格し、2月にはアメリカ海兵隊からMRAPカテゴリーIIの車両として60両の発注が行われた。その後、イスラエルとアメリカの間で大量導入についての協議が行われたが結果としてこれは進まず、イラクでの作戦縮小に伴いアメリカ海兵隊のゴランの運用も停止されたと見られている。